# مخیتار واراگیان
مخیتار نُرایری واراگیان (ارمنی: Մխիթար Նորիկի Վարագյան؛ زادهٔ ۲۷ ژوئیهٔ ۱۹۶۶) یک مهندس و سیاستمدار اهل ارمنستان است که از تاریخ ۲۰۰۳ تا تاریخ ۲۰۱۲ سمت نمایندگی دوره‌های سوم و چهارم مجلس ملی جمهوری ارمنستان را برعهده داشت.

## زندگی‌نامه
در  ۲۷ ژوئیهٔ ۱۹۶۶ در آرتیک به دنیا آمد . 

## یادداشت
1. ↑  Արթիկի համայնքապետ
2. ↑  Անանիկ Ոսկանյան